# Jean Sawyer Trophy
Jean Sawyer Trophy je hokejová trofej udělovaná každoročně nejlepšímu marketingovému řediteli/ředitelce juniorské ligy Quebec Major Junior Hockey League. Tato trofej byla mezi roky 1990 a 2002 nazývána St-Clair Group Plaque.

## Držitelé Jean Sawyer Trophy
| Sezóna                | Jméno                                | Tým                      |
| Jean Sawyer Trophy    | Jean Sawyer Trophy                   | Jean Sawyer Trophy       |
| --------------------- | ------------------------------------ | ------------------------ |
| 2013–14               |                                      |                          |
| 2012–13               | Serge Proulx                         | Baie-Comeau Drakkar      |
| 2011–12               | Travis Kennedy a Brian Urquhart      | Halifax Mooseheads       |
| 2010–11               | Lucie Cloutier a Yves Cinq-Mars      | Québec Remparts          |
| 2009–10               | Vicky Côté                           | Drummondville Voltigeurs |
| 2008–09               | Sylvie Fortierová                    | Drummondville Voltigeurs |
| 2007–08               | Yves Bonneau                         | Victoriaville Tigres     |
| 2006–07               | Nadia Lacasseová & Mélanie Allardová | Rouyn-Noranda Huskies    |
| 2005–06               | André Gosselin & Stéphane Rhéaumeová | Drummondville Voltigeurs |
| 2004–05               | Michel Boivinová & Pierre Cardinal   | Chicoutimi Saguenéens    |
| 2003–04               | Johanne Lefebvreová                  | Baie-Comeau Drakkar      |
| 2002–03               | Michel Boisvertová                   | Shawinigan Cataractes    |
| St-Clair Group Plaque |                                      |                          |
| 2001–02               | Sylvie Fortierová                    | Baie-Comeau Drakkar      |
| 2000–01               | Eric Forest                          | Rimouski Océanic         |
| 1999–2000             | Geneviève Lussierová                 | Sherbrooke Castors       |
| 1998–99               | Matt McKnight                        | Halifax Mooseheads       |
| 1997–98               | Jeff Rose                            | Moncton Wildcats         |
| 1996–97               | Matt McKnight                        | Halifax Mooseheads       |
| 1995–96               | Eric Forest                          | Rimouski Océanic         |
| 1994–95               | Yvon Rioux                           | Val D'Or Foreurs         |
| 1993–94               | Michel Boisvertová                   | Shawinigan Cataractes    |
| 1992–93               | Stéphane Tousignant                  | Drummondville Voltigeurs |
| 1991–92               | Michel Boisvertová                   | Shawinigan Cataractes    |
| 1990–91               | Gilles Côté                          | Hull Olympiques          |